# Троицкое сельское поселение (Вологодская область)
Троицкое сельское поселение — сельское поселение в составе Усть-Кубинского района Вологодской области.
Центр — село Бережное.
Образовано 1 января 2006 года в соответствии с Федеральным законом № 131 «Об общих принципах организации местного самоуправления в Российской Федерации».

## География
Расположено в северной части района. Граничит:
- на юге с Никольским сельским поселением,
- на юго-востоке с Заднесельским сельским поселением,
- на северо-востоке с Кумзерским сельским поселением Харовского района,
- на севере с Богородским сельским поселением,
- на западе с Николоторжским сельским поселением Кирилловского района.

По территории протекают реки Уфтюга, Шовеньга, Шамбовка.

## История
В 1999 году был утверждён список населённых пунктов Вологодской области. Согласно этому списку, в состав Троицкого сельсовета входили 39 населённых пунктов — 38 деревень и одно село. Центром сельсовета была деревня Бережное.
В 2000 году деревни Бережное и Климовское были объединены в село Бережное.
В том же году были упразднены деревни Быково, Вепри, Леваши, Тимофеевская.
1 января 2006 года Троицкий сельсовет был преобразован в сельское поселение.
С тех пор состав сельского поселения не менялся и был зафиксирован с утверждением Реестра административно-территориальных единиц Вологодской области 1 марта 2010 года.

## Населённые пункты
С 2020 года в состав сельского поселения входят 29 населённых пунктов, в том числе
27 деревень,
2 села.
| Населённый пункт      | ОКАТО          | Рег. номер | Расстояние до районного центра, км | Расстояние до центра поселения, км | Координаты                      |
| --------------------- | -------------- | ---------- | ---------------------------------- | ---------------------------------- | ------------------------------- |
| деревня Алюненская    | 19 248 832 002 | 6531       | 48,5                               | 6,5                                | 59°57′13″ с. ш. 39°19′43″ в. д. |
| деревня Анциферовская | 19 248 832 003 | 6532       | 47                                 | 5                                  | 59°56′47″ с. ш. 39°17′11″ в. д. |
| деревня Афанасовская  | 19 248 832 004 | 6533       | 48,5                               | 6,5                                | 59°57′07″ с. ш. 39°20′36″ в. д. |
| село Бережное         | 19 248 832 001 | 6530       | 43                                 | 0                                  | 59°54′30″ с. ш. 39°16′36″ в. д. |
| деревня Голенинская   | 19 248 832 007 | 6537       | 49                                 | 7                                  |                                 |
| деревня Горшково      | 19 248 832 009 | 6538       | 48,5                               | 6,5                                | 59°57′33″ с. ш. 39°18′24″ в. д. |
| деревня Гризино       | 19 248 832 010 | 6539       | 48,5                               | 6,5                                | 59°52′51″ с. ш. 39°17′36″ в. д. |
| деревня Дор           | 19 248 832 011 | 6540       | 47                                 | 5                                  | 59°52′58″ с. ш. 39°13′25″ в. д. |
| деревня Ивановская    | 19 248 832 014 | 6543       | 45                                 | 3                                  | 59°55′42″ с. ш. 39°15′34″ в. д. |
| деревня Костинская    | 19 248 832 016 | 6545       | 46                                 | 2                                  | 59°56′14″ с. ш. 39°18′00″ в. д. |
| деревня Крылово       | 19 248 832 017 | 6546       | 44                                 | 2                                  | 59°53′47″ с. ш. 39°16′19″ в. д. |
| деревня Кузьминская   | 19 248 832 018 | 6547       | 46                                 | 4                                  | 59°56′38″ с. ш. 39°15′23″ в. д. |
| деревня Куркинская    | 19 248 832 019 | 6548       | 43,5                               | 1,5                                | 59°54′54″ с. ш. 39°15′41″ в. д. |
| деревня Лысковская    | 19 248 832 021 | 6551       | 49                                 | 7                                  |                                 |
| деревня Мартьяновская | 19 248 832 023 | 6552       | 46,5                               | 4,5                                | 59°55′01″ с. ш. 39°20′30″ в. д. |
| деревня Михайловская  | 19 248 832 024 | 6553       | 48                                 | 6                                  | 59°57′25″ с. ш. 39°16′21″ в. д. |
| деревня Мякиленская   | 19 248 832 025 | 6554       | 47,5                               | 5,5                                |                                 |
| деревня Овригино      | 19 248 832 026 | 6555       | 44                                 | 2                                  | 59°55′09″ с. ш. 39°18′03″ в. д. |
| деревня Острецово     | 19 248 832 027 | 6556       | 46                                 | 4                                  | 59°55′42″ с. ш. 39°14′44″ в. д. |
| деревня Петрово       | 19 248 832 028 | 6557       | 50                                 | 8                                  | 59°58′09″ с. ш. 39°16′23″ в. д. |
| село Погост Трифон    | 19 248 832 034 | 6563       | 43                                 | 1                                  | 59°54′24″ с. ш. 39°15′53″ в. д. |
| деревня Поповское     | 19 248 832 029 | 6558       | 47,5                               | 5,5                                |                                 |
| деревня Прилуки       | 19 248 832 030 | 6559       | 47,5                               | 5,5                                | 59°53′17″ с. ш. 39°17′00″ в. д. |
| деревня Рубеж         | 19 248 832 031 | 6560       | 44                                 | 2                                  |                                 |
| деревня Соколово      | 19 248 832 032 | 6561       | 48,5                               | 6,5                                | 59°57′56″ с. ш. 39°15′49″ в. д. |
| деревня Федорково     | 19 248 832 036 | 6565       | 46                                 | 4                                  | 59°52′51″ с. ш. 39°14′38″ в. д. |
| деревня Федоровская   | 19 248 832 035 | 6564       | 44,5                               | 2,5                                | 59°55′42″ с. ш. 39°17′22″ в. д. |
| деревня Фенинская     | 19 248 832 037 | 6566       | 49,5                               | 7,5                                | 59°56′48″ с. ш. 39°21′14″ в. д. |
| деревня Шамбово       | 19 248 832 039 | 6568       | 46,5                               | 4,5                                | 59°52′27″ с. ш. 39°14′35″ в. д. |

Упразднённые населённые пункты:
| Населённый пункт     | ОКАТО          | Рег. номер | Расст. до районного центра, км | Расст. до центра поселения, км | Координаты                      | Комментарий                              |
| -------------------- | -------------- | ---------- | ------------------------------ | ------------------------------ | ------------------------------- | ---------------------------------------- |
| деревня Климовская   | 19 248 832 015 | 6544       | 48,5                           | 6,5                            | 59°54′53″ с. ш. 39°16′52″ в. д. | Присоединена к селу Бережное 4.12.2000 : |
| деревня Быково       | 19 248 832 006 | 6535       | 45,5                           | 3,5                            | 59°56′01″ с. ш. 39°17′54″ в. д. | Упразднена 13.12.2000                    |
| деревня Вепри        | 19 248 832 008 | 6536       | 52,5                           | 10,5                           | 59°55′47″ с. ш. 39°27′02″ в. д. | Упразднена 13.12.2000                    |
| деревня Леваши       | 19 248 832 022 | 6550       | 51,5                           | 9,5                            | 59°55′48″ с. ш. 39°25′52″ в. д. | Упразднена 13.12.2000                    |
| деревня Тимофеевская | 19 248 832 033 | 6562       | 49                             | 7                              | 59°57′29″ с. ш. 39°21′14″ в. д. | Упразднена 13.12.2000                    |

Населённые пункты, упразднённые 27.11.2020
| Населённый пункт    | ОКАТО          | Рег. номер | Расстояние до районного центра, км | Расстояние до центра поселения, км | Координаты                      |
| ------------------- | -------------- | ---------- | ---------------------------------- | ---------------------------------- | ------------------------------- |
| деревня Бабиковская | 19 248 832 005 | 6534       | 50,5                               | 8,5                                | 59°58′03″ с. ш. 39°20′20″ в. д. |
| деревня Еловцево    | 19 248 832 012 | 6541       | 45                                 | 3                                  | 59°54′05″ с. ш. 39°19′01″ в. д. |
| деревня Заовражье   | 19 248 832 013 | 6542       | 46,5                               | 4,5                                | 59°56′29″ с. ш. 39°17′02″ в. д. |
| деревня Лаушинская  | 19 248 832 020 | 6549       | 50                                 | 8                                  | 59°57′57″ с. ш. 39°20′56″ в. д. |
| деревня Хорошевская | 19 248 832 038 | 6567       | 49,5                               | 6,5                                |                                 |